# Il'ja Fëdorovič Tjumenev
Il'ja Fëdorovič Tjumenev (in russo Илья Фёдорович Тюменев?; San Pietroburgo, 1855 – Leningrado, 1927) è stato un librettista, compositore e artista russo.

## Biografia
Nacque nel 1855 in una famiglia di commercianti. Tra il 1875 ed il 1876, prese lezioni di musica e composizione da Nikolaj Andreevič Rimskij-Korsakov, con cui mantenne relazioni amichevoli e collaborò scrivendo i libretti delle sue opere La fidanzata dello zar e Pan Voevoda. Tjumenev compose romanze, musica sacra, l'opera Gli eretici e tradusse in russo i libretti di diverse opere. Nel 1880 si iscrisse all'accademia russa di belle arti, continuando l'attività musicale, per diplomarsi nel 1888. Durante la sua formazione conobbe il pittore Andrej Rjabuškin col quale strinse una lunga amicizia. Compì numerosi viaggi in Russia e all'estero e scrisse su cui scrisse dei saggi artistici ed etnografici. Dopo la rivoluzione d'ottobre visse a Leningrado presso il figlio Aleksandr, dove per un certo periodo diresse un negozio di libri usati, diventando un famoso collezionista di libri. Morì nel 1927.